# Lufthansa Italia
Lufthansa Italia S.p.A – nieistniejąca spółka zależna niemieckiego przedsiębiorstwa Lufthansa z siedzibą w kompleksie Leoni Centro w Mediolanie. Spółka oferowała loty między 2 lutego 2009 a 29 października 2011.

## Flota
W październiku 2010 średni wiek floty wynosił 13,1 roku.

## Rejsowe kierunki lotów[2]
- Czechy
  - Praga (port lotniczy Praga-Ruzyně)
- Francja
  - Paryż (port lotniczy Paryż-Roissy-Charles de Gaulle)
- Węgry
  - Budapeszt (port lotniczy Budapeszt-Ferihegy)
- Włochy
  - Mediolan (Port lotniczy Mediolan-Malpensa)
  - Bari (Port lotniczy Bari)
  - Cagliari (Port lotniczy Cagliari-Elmas)
  - Katania (Port lotniczy Katania-Fontanarossa)
  - Neapol (Port lotniczy Neapol)
  - Olbia (Port lotniczy Olbia)
  - Palermo (Port lotniczy Palermo)
- Polska
  - Warszawa (Lotnisko Chopina w Warszawie)
- Portugalia
  - Lizbona (Port Lotniczy Lizbona-Portela)
- Hiszpania
  - Barcelona (port lotniczy Barcelona)
  - Ibiza (Port lotniczy Ibiza)
  - Palma de Mallorca (Port lotniczy Palma de Mallorca)
- Szwecja
  - Sztokholm (port lotniczy Sztokholm-Arlanda)
- Wielka Brytania
  - Londyn (port lotniczy Londyn-Heathrow)